# Prehrambeno inženjerstvo
Prehrambeno inženjerstvo je multidisciplinarno polje koje kombinuje mikrobiologiju, primenjene fizičke nauke, hemiju i inženjerstvo za prehrambenu i srodne industrije. Prehrambeno inženjerstvo obuhvata, ali nije ograničeno na, primenu principa poljoprivrednog inženjerstva, mašinstva i hemijskog inženjerstva na prehrambene materijale. Prehrambeni inženjeri pružaju tehnološki prenos znanja koji je neophodan za ekonomičnu proizvodnju i komercijalizaciju prehrambenih proizvoda i usluga. Fizika, hemija i matematika su fundamentalni za razumevanje i inženjering proizvoda i operacija u prehrambenoj industriji.
Stvaranje, obrada i skladištenje hrane za podršku svetske populacije zahteva opsežno interdisciplinarno znanje. Postoje mnogi bioinženjerski procesi unutar prehrambenog inženjeringa za manipulisanje mnoštvom organizama uključenih u naš složeni lanac ishrane. Bezbednost hrane zahteva posebne biološke studije da bi se razumeli uključeni mikroorganizmi i kako oni utiču na ljude. Međutim, drugi aspekti prehrambenog inženjeringa, kao što su skladištenje i prerada hrane, takođe zahtevaju opsežno biološko znanje o hrani i mikroorganizmima koji je nastanjuju. Ova mikrobiologija hrane i biološko znanje postaju biološki inženjering kada se kreiraju sistemi i procesi da bi se održala poželjna svojstva hrane i selekcija mikroorganizama, uz obezbeđivanje mehanizama za eliminisanje nepovoljnih ili opasnih.

## Teme
U razvoju prehrambenog inženjerstva, jedan od mnogih izazova je upotreba savremenih alata, tehnologije i znanja, kao što su računarska nauka o materijalima i nanotehnologija, za razvoj novih proizvoda i procesa. Istovremeno, poboljšanje kvaliteta, bezbednosti i sigurnosti ostaju ključna pitanja u studiji o prehrambenom inženjerstvu. Razvijaju se novi materijali i tehnike za pakovanje kako bi se osigurala veća zaštita hrane, a pojavljuje se i nova tehnologija očuvanja. Pored toga, kontrola procesa i automatizacija procesa redovno se pojavljuju među prioritetima koji su identifikovani u inženjerstvu hrane. Napredni sistemi za nadzor i kontrolu razvijeni su kako bi se olakšala automatizacija i fleksibilna proizvodnja hrane. Štaviše, ušteda energije i minimiziranje ekoloških problema i dalje su važni problemi u inženjerstvu hrane, a značajan napredak je postignut u upravljanju otpadom, efikasnom korištenju energije i smanjenju efluenata i emisija u proizvodnji hrane.
Tipične teme obuhvataju:
- Napredak u klasičnim jediničnim operacijama u inženjerstvu primenjenim u proizvodnji hrane
- Napredak u transportu i skladištenju tečne i čvrste hrane
- Razvoj grejanja, hlađenja i zamrzavanja hrane
- Napredan prenos mase u hrani
- Novi hemijski i biohemijski aspekti prehrambenog inženjerstva i upotreba kinetičke analize
- Nove tehnike dehidracije, termičke i netermičke obrade, ekstrudiranje, koncentracija tečne hrane, membranski procesi i primena membrana u obradi hrane
- Rok upotrebe, elektronski pokazatelji u upravljanju zalihama i održive tehnologije u preradi hrane
- Moderno pakovanje, tehnologije čišćenja i sanitacije.
- Razvoj senzorskih sistema za kvalitet[5][6] and safety assessment [7][8][9][10]

## Koncepti
Mnoštvo različitih koncepata je obuhvaćeno poljem prehrambenog i biološkog procesnog inženjerstva. U nastavku je navedeno nekoliko glavnih oblasti.

### Nauka o hrani
Nauka u osnovi proizvodnje hrane obuhvata proučavanje ponašanja hrane i kako se ona može poboljšati. Istraživači analiziraju dugovečnost i sastav (tj. ingredijente, vitamine, minerale, itd.) namirnica, kao i način osiguravanja bezbednosti hrane.

### Genetičko inženjerstvo
Moderna prehrambena i biološka inženjerska tehnologija se u velikoj meri oslanja na primenu genetske manipulacije. Putem razumevanja biljki i životinja na molekularnom nivou, naučnici su sposobni da ih osmisle sa specifičnim ciljevima.
Među najznačajnijim primenama takvog genetskog inženjeringa je stvaranje biljaka otpornih na bolesti ili insekte, kao što su one koje su modifikovane da proizvode Bacillus thuringiensis, bakteriju koja ubija specifične sojeve insekata po konzumiranju. Međutim, insekti imaju sposobnost adaptacije na sojeve Bacillus thuringiensis, iz kog razloga su neophodna stalna istraživanja radi održavanja kontrole.

## Bezbednost hrane
Važan zadatak u okviru bezbednosti hrane je eliminacija mikroorganizama odgovornih za bolesti koje se prenose hranom. Hrana i bolesti koje se prenose vodom još uvek predstavljaju ozbiljan zdravstveni problem, sa stotinama epidemija koje se javljaju godišnje od 1971. godine samo u SAD. Rizik od ovih bolesti se povećao tokom godina, uglavnom zbog lošeg rukovanja sirovom hranom, loših sanitarnih uslova i loših socioekonomskih uslova. Pored bolesti uzrokovanih direktnom infekcijom patogenima, neke bolesti koje se prenose hranom uzrokovane su prisustvom toksina koje proizvode mikroorganizmi u hrani. Postoji pet glavnih tipova mikrobnih patogena koji kontaminiraju hranu i vodu: virusi, bakterije, gljivice, patogene protoze i helminti.
Nekoliko bakterija, kao što su E. coli, Clostridium botulinum, i Salmonella enterica, su dobro poznate i cilj su eliminacija putem različitih industrijskih procesa. Iako su bakterije često u fokusu procesa bezbednosti hrane, poznato je da virusi, protozoe i plesni takođe uzrokuju bolesti koje se prenose hranom i da su predmet zabrinutosti prilikom dizajniranja procesa koji osiguravaju sigurnost hrane. Iako je cilj bezbednosti hrane da se eliminišu štetni organizmi iz hrane i da se spreče bolesti koje se prenose hranom, detektovanje navedenih organizama je još jedna važna funkcija mehanizama bezbednosti hrane.

### Praćenje i detekcija
Cilj većine procesa praćenja i detekcije je brzo otkrivanje štetnih mikroorganizama uz minimalno prekidanje obrade prehrambenih proizvoda. Primer mehanizma detekcije koji se u velikoj meri oslanja na biološke procese je upotreba hromogenih mikrobioloških medija.

#### Hromogeni mikrobiološki mediji
Hromogeni mikrobiološki mediji koriste obojene enzime za detekciju prisustva određenih bakterija. U konvencionalnom uzgoju bakterija, bakterijama je dozvoljeno da rastu na medijumu koji podržava mnoge sojeve. Pošto je teško izolovati bakterije, mnoge kulture različitih bakterija mogu da se formiraju. Da bi identifikovali određenu kulturu bakterija, naučnici je moraju identifikovati koristeći njene fizičke karakteristike. Zatim se mogu izvršiti dalji testovi kako bi se potvrdilo prisustvo bakterija, kao što su serološki testovi koji nalaze antitela formirana u organizmima kao odgovor na infekciju.
Nasuprot tome, hromogeni mikrobiološki mediji koriste posebne enzime koji proizvode boju i koji su ciljani pri metabolizmu određenih sojeva bakterija. Prema tome, ako su date kulture prisutne, mediji će shodno tome postati obojeni jer bakterije metaboliziraju enzim koji daje boju. Ovo uveliko olakšava identifikaciju određenih kultura bakterija i time se može eliminisati potreba za daljim testiranjem. Da bi se sprečila pogrešna identifikacija bakterija, hromogene ploče obično sadrže dodatne enzime koje će druge bakterije modifikovati. Dok neciljne bakterije deluju na dodatne enzimima, one proizvode boje po kojima se razlikuju od ciljnih bakterija.

### Mehanizmi
Bezbednost hrane je praktikovana hiljadama godina, ali sa usponom industrijske poljoprivrede, potražnja za bezbednošću hrane stalno povećavala, što je dovelo do više istraživanja o načinima postizanja veće bezbednosti hrane. Jedan od primarnih mehanizama je zagrevanje prehrambenih proizvoda da bi se ubili mikroorganizmi, koji ima hiljadugodišnju istoriju i još uvek se u velikoj meri koristi. Postoji i niz novijih mehanizama kao što je primena ultraljubičastog svetla, korišćenje ozona i zračenje hrane.

#### Zagrevanje
Izveštaj koji je za amerčku Upravu za hranu i lekove pripremio Institut za tehnologiju hrane detaljno razmatra termičku obradu hrane. Značajan korak u razvoju primene toplote za preradu hrane je pasterizacija, koju je razvio Luj Paster u devetnaestom veku. Pasterizacija se koristi za uništavanje mikroorganizama koji mogu predstavljati rizik za potrošače ili skratiti rok trajanja prehrambenih proizvoda. Prvenstveno se koristi za tečne prehrambene proizvode. Pasterizacija se redovno primenjuje na voćni sok, pivo, mleko i sladoled. Toplota primenjena tokom pasterizacije varira od oko 60 ° da bi se ubile bakterije do oko 80 ° da bi se ubili kvasci. Većina procesa pasterizacije je optimizovana tako da obuhvata nekoliko koraka grejanja na različitim temperaturama i minimizuje vreme potrebno za proces.
Strožiji mehanizam za zagrevanje hrane je termalna sterilizacija. Dok pasterizacija uništava većinu bakterija i kvasaca koji rastu u prehrambenim proizvodima, cilj sterilizacije je se ubiju skoro svi organizmi koji se nalaze u prehrambenim proizvodima, uključujući kvasce, plesni, bakterije i organizme koji stvaraju spore. Ako je se korektno sprovede, ovaj proces znatno produžava rok upotrebe prehrambenih proizvoda i omogućava skladištenje na sobnoj temperaturi. Kako je detaljno opisano u Priručniku o očuvanju hrane, termička sterilizacija obično uključuje četiri koraka. Prvo, se prehrambeni proizvodi zagrevaju između 110-125 °, i proizvodima se daje vreme da toplota u potpunosti prođe kroz materijal. Nakon toga, temperatura se mora održati dovoljno dugo da se ubiju mikroorganizmi pre nego što se prehrambeni proizvod ohladi da bi se sprečilo kuvanje. U praksi, iako bi se potpuna sterilnost prehrambenih proizvoda mogla ostvariti, intenzivno i produženo zagrejavanje neophodno da se to postigne moglo bi da smanji nutritivnu vrednost prehrambenih proizvoda, tako da se izvodi samo delimična sterilizacija.

#### Niskotemperaturni proces
Niskotemperaturna obrada takođe igra bitnu ulogu u preradi i skladištenju hrane. Tokom ovog procesa, mikroorganizmi i enzimi su izloženi niskim temperaturama. Za razliku od zagrevanja, hlađenje ne uništava enzime i mikroorganizme već jednostavno smanjuje njihovu aktivnost, što je efektivno sve dok se temperatura održava. Sa povećanjem temperature, aktivnost mikroorganizama se ponovo povećava. Iz toga sledi da, za razliku od zagrevanja, efekat očuvanja hladnoćom nije stalan; stoga je važno održavanje hladnog lanca tokom celog roka trajanja prehrambenog proizvoda.

#### Iradijacija
Ozračivanje hrane je još jedan značajan biološki inženjerski proces za postizanje bezbednosti hrane. Istraživanja potencijalne upotrebe jonizujućeg zračenja za očuvanje hrane počela su četrdesetih godina prošlog veka kao produžetak studija o uticaju zračenja na žive ćelije. FDA je odobrila upotrebu jonizujuće radijacije na prehrambenim proizvodima 1990. godine. Ovo zračenje uklanja elektrone iz atoma, a ti elektroni nastavljaju da oštećuju DNK mikroorganizama koji žive u hrani, ubijajući mikroorganizme. Zračenje se može koristiti za pasterizaciju prehrambenih proizvoda, kao što su plodovi mora, živina i crveno meso, čime se ovi prehrambeni proizvodi čine bezbednim za potrošače. Neka zračenja se takođe koriste za odlaganje procesa sazrevanja ploda, pri čemu se ubijaju mikroorganizmi koji ubrzavaju zrenje i kvarenje proizvoda. Niske doze zračenja mogu se koristiti i za ubijanje insekata koji žive u požnjevenim usevima, jer će zračenje omesti razvoj insekata u različitim fazama i oštetiti njihovu sposobnost reprodukcije.

## Literatura
- Singh , R Paul; Heldman, Dennis R. (2013). Introduction to Food Engineering (5th ed.). Academic Press. стр. 1. ISBN 978-0123985309.
- Gustavo V. Barbosa-Canovas, Liliana Alamilla-Beltran, Efren Parada-Arias, Jorge Welti-Chanes. Water Stress in Biological, Chemical, Pharmaceutical and Food Systems. New York, NY : Springer New York : Imprint: Springer. 2015.  978-1-4939-2578-0.
- Jamuna Aswathanarayn & Rai, V. Ravishankar Microbial Food Safety and Preservation Techniques. Boca Raton : CRC Press Taylor & Francis Group. 2015.  9781138033801.